# Caribbean's Next Top Model, Mùa thi 2
Caribbean's Next Top Model, Mùa 2 là mùa thứ hai của Caribbean's Next Top Model, trong đó một số thí sinh cạnh tranh cho danh hiệu Caribbean's Next Top Model và một cơ hội để bắt đầu sự nghiệp của họ trong ngành người mẫu. Chương trình thể hiện các thí sinh tham vọng của toàn vùng Caribê. Mùa thứ hai của chương trình được bắt đầu vào 19 tháng 10 năm 2015.
Người chiến thắng trong cuộc thi mùa này là Kittisha Doyle, 19 tuổi từ Grenada. Cô đã nhận được: một hợp đồng người mẫu với Mint Model Management ở New York, lên ảnh bìa tạp chí She và giải thưởng tiền mặt trị giá $25.000.

## Casting
Casting cho mùa thứ hai được tổ chức vào tháng 7 và tháng 8 năm 2015 tại Barbados, Quần đảo Cayman, Trinidad và Tobago và Jamaica. Những người tham gia cũng được khuyến khích đăng ký trực tuyến để dễ tiếp cận hơn cho những người tham gia tiềm năng trong khu vực.

## Các thí sinh
(Tuổi tính từ ngày dự thi)
| Đến từ                           | Thí sinh              | Tuổi | Chiều cao     | Quê quán | Bị loại ở | Hạng  |
| -------------------------------- | --------------------- | ---- | ------------- | -------- | --------- | ----- |
| Suriname                         | Raquel Wijnerman      | 23   | Paramaribo    | 1.75 m   | Tập 3     | 11-10 |
| Barbados                         | Carol-Ann King        | 21   | Bridgetown    | 1.76 m   | Tập 3     | 11-10 |
| Trinidad and Tobago              | Krissle Garcia        | 18   | Port of Spain | 1.74 m   | Tập 4     | 9     |
| Jamaica                          | Mackella Moo-Young    | 19   | Kingston      | 1.76 m   | Tập 5     | 8     |
| Trinidad and Tobago              | Lia Ross              | 20   | Port of Spain | 1.79 m   | Tập 6     | 7     |
| Saint Vincent and the Grenadines | Yugge Farrell         | 22   | Kingstown     | 1.72 m   | Tập 7     | 6     |
| Cayman Islands                   | Sydney Solomon        | 20   | George Town   | 1.73 m   | Tập 8     | 5     |
| Saint Lucia                      | Ayana Jeune Whitehead | 19   | Castries      | 1.75 m   | Tập 9     | 4     |
| Antigua and Barbuda              | Nicoya Henry          | 24   | St. John's    | 1.78 m   | Tập 9     | 3     |
| Puerto Rico                      | Linda Mejia Torres    | 28   | Luquillo      | 1.71 m   | Tập 11    | 2     |
| Grenada                          | Kittisha Doyle        | 19   | St. George's  | 1.78 m   | Tập 11    | 1     |

## Thứ tự gọi tên
| 1  | Nicoya    | Lia              | Kittisha | Yugge    | Nicoya   | Kittisha | Kittisha | Kittisha | Kittisha |  |  |  |  |  |  |  |
| 2  | Lia       | Ayana            | Lia      | Nicoya   | Kittisha | Nicoya   | Nicoya   | Ayana    | Linda    |  |  |  |  |  |  |  |
| 3  | Yugge     | Linda            | Nicoya   | Lia      | Sydney   | Ayana    | Linda    | Linda    |          |  |  |  |  |  |  |  |
| 4  | Linda     | Sydney           | Mackella | Linda    | Yugge    | Linda    | Ayana    | Nicoya   |          |  |  |  |  |  |  |  |
| 5  | Kittisha  | Krissle          | Linda    | Kittisha | Linda    | Sydney   | Sydney   |          |          |  |  |  |  |  |  |  |
| 6  | Ayana     | Mackella         | Ayana    | Ayana    | Ayana    | Yugge    |          |          |          |  |  |  |  |  |  |  |
| 7  | Sydney    | Kittisha         | Yugge    | Sydney   | Lia      |          |          |          |          |  |  |  |  |  |  |  |
| 8  | Raquel    | Nicoya           | Sydney   | Mackella |          |          |          |          |          |  |  |  |  |  |  |  |
| 9  | Mackella  | Yugge            | Krissle  |          |          |          |          |          |          |  |  |  |  |  |  |  |
| 10 | Carol-Ann | Carol-Ann Raquel |          |          |          |          |          |          |          |  |  |  |  |  |  |  |
| 11 |           | Carol-Ann Raquel |          |          |          |          |          |          |          |  |  |  |  |  |  |  |

     The contestant was eliminated
     The contestant won the competition
- In episode 2, the pool of fifteen semi-finalists was narrowed down to the top ten. Before the cast was selected, Wendy revealed that Krissle would advance into the competition as a wildcard contestant, bringing the number of finalists to eleven.
- In episode 3, Carol-Ann and Raquel landed in the bottom two. Both of them were eliminated.
- In episode 9, Ayana, Linda and Nicoya landed in the bottom three. Ayana was eliminated first, leaving Linda and Nicoya as the bottom two. Nicoya was the second contestant eliminated.
- Episode 10 was the recap episode.

### Photo shoot guide
- Episode 2 photo shoot: Extreme posing; natural beauty shots (casting)
- Episode 3 photo shoot: Makeovers
- Episode 4 photo shoot: Nude and covered with gold body paint
- Episode 5 photo shoot: Bikinis on Mullins beach
- Episode 6 photo shoot: Diamond Jewelry shoot with snakes
- Episode 7 photo shoot: Pin-up girls in pairs
- Episode 8 photo shoot: Carnival on the beach
- Episode 9 photo shoot: Dynamic posing on a catamaran
- Episode 11 photo shoot: White and silver evening gowns

## Judges
- Wendy Fitzwilliam (Host/Head judge) Supermodel
- Pedro Virgil (Judge) Fashion photographer[1]
- Richard Young (Judge) Creative director[1]